# 華祥苑
株式会社華祥苑（かしょうえん 英: KASHOEN Co., Ltd.）は、広島県広島市に本社を置く、化粧道具メーカー。

## 概要
華祥苑は、1883年に高本庄蔵が創業した高級化粧筆ブランドである。大正時代に熊野は書筆の生産が盛んに行われている中で2代目当主高本正は「これからはより高い製作精度で筆を作る事ができる刷毛の製法を確立しなければならない」と提唱し、現在の化粧筆の原型となる化粧刷毛を熊野で初めて作った人物である。熊野の歴史について書かれている「筆の町 熊野詩」には今日の熊野の刷毛づくりにおいての先覚者として記述されている。